# Ростислав Святополчич
Ростислав Святополчич (ум. 1232) — князь Пинский (1229—1232).
Являясь младшим сыном Святополка Юрьевича, желал получить в 1228 году на правах старейшего из Изяславичей Туровских Туров. Однако князем стал Юрий Андреевич, сын Андрея Ивановича Туровского, двоюродный племянник Ростислава. В том же году умер его брат Владимир, и на правах брата покойного князя он собирался получить Пинское княжество — своё наследственное владение. Однако его двоюродный брат Владимир Глебович стал князем Пинским, и лишь спустя год Ростислав получил от брата княжество.
Воспользовавшись борьбой волынских князей за Луцкое княжество после смерти Мстислава Немого и его сына Ивана (1227), сыновья Ростислава заняли Чарторыйск. Но вскоре Даниил Романович вновь овладел городом и взял Ростиславичей в плен. По причине этого в следующем году Ростислав послал войска в помощь Владимиру Киевскому, Михаилу Черниговскому и половцам Котяна. Поход закончился безуспешной осадой Каменца.
Имена жены и потомков Ростислава неизвестны.